# Acraea fenestrata
Acraea fenestrata är en fjärilsart som beskrevs av Henry Trimen 1881. Acraea fenestrata ingår i släktet Acraea och familjen praktfjärilar. Inga underarter finns listade i Catalogue of Life.